# Campionati europei di pentathlon moderno 2019
I campionati europei di pentathlon moderno 2019 sono stati la 28ª edizione della competizione. Si sono svolti dal 6 all'11 agosto 2019 a Bath, in Gran Bretagna.
L'evento è stato utile per le qualificazioni ai Giochi olimpici estivi di Tokyo 2020: gli otto migliori classificati nelle gare individuali maschili e femminili che hanno guadagnato quote per il loro Comitato Olimpico Nazionale.

## Medagliere
| Pos.   | Paese         | Oro | Argento | Bronzo | Totale |
| ------ | ------------- | --- | ------- | ------ | ------ |
| 1      | Gran Bretagna | 5   | 1       | 0      | 6      |
| 2      | Lituania      | 1   | 0       | 1      | 2      |
| 3      | Russia        | 1   | 0       | 0      | 1      |
| 4      | Francia       | 0   | 2       | 0      | 2      |
| 5      | Rep. Ceca     | 0   | 1       | 2      | 3      |
| 6      | Italia        | 0   | 1       | 1      | 2      |
| 6      | Bielorussia   | 0   | 1       | 1      | 2      |
| 8      | Ucraina       | 0   | 0       | 1      | 1      |
| 9      | Ungheria      | 0   | 0       | 2      | 2      |
| Totale | Totale        | 7   | 7       | 7      | 21     |

## Podi

### Maschili
| Evento      | Oro                                             | Argento                                              | Bronzo                                        |
| Individuale | Jamie Cooke                                     | Valentin Prades                                      | Martin Vlach                                  |
| A squadre   | Gran Bretagna Joe Choong Jamie Cooke Tom Toolis | Francia Valentin Belaud Brice Loubet Valentin Prades | Rep. Ceca Jan Kuf Ondřej Polívka Martin Vlach |
| Staffetta   | Gran Bretagna Myles Pillage Oliver Murray       | Ucraina Vladyslav Radvynskyi Andriy Fedechko         | Ungheria István Málits Richárd Bereczki       |

### Femminili
| Evento      | Oro                                                     | Argento                                                            | Bronzo                                                             |
| Individuale | Laura Asadauskaitė                                      | Kate French                                                        | Iryna Prasiantsova                                                 |
| A squadre   | Gran Bretagna Kate French Joanna Muir Francesca Summers | Bielorussia Iryna Prasiantsova Anastasija Prakapenka Volha Silkina | Lituania Laura Asadauskaitė Ieva Serapinaitė Gintarė Venčkauskaitė |
| Staffetta   | Russia Anastasia Petrova Ekaterina Khuraskina           | Italia Irene Prampolini Beatrice Mercuri                           | Ungheria Luca Barta Kamilla Réti                                   |

### Misti
| Evento    | Oro                                        | Argento                                | Bronzo                                    |
| Staffetta | Gran Bretagna Myles Pillage Kerenza Bryson | Rep. Ceca David Kindl Eliška Přibylová | Italia Valerio Grasselli Irene Prampolini |